# Fuglekiggeri
Fuglekiggeri er en form for naturobservation hvori fugle observeres enten som fritidsbeskæftigelse eller af borgervidenskabelige grunde. Sådanne observationer kan enten foretages med det blotte øje, gennem visuelle hjælpemidler såsom kikkerter og teleskoper, ved at lytte efter fuglefløjten eller ved at iagttage offentlige webcams.